# Ned Rifkin
Ned Rifkin (* 10. November 1949 in Florence, AL) ist ein amerikanischer Kunsthistoriker. Er beschäftigt sich mit moderner und zeitgenössischer Kunst, der Geschichte des Kinos und der Fotografie sowie mit gemeinnützigen Führungspraktiken. Er leitete in seiner Laufbahn das High Museum of Art in Atlanta, die Menil Collection and Foundation in Houston, das Hirshhorn Museum in Washington, D.C. sowie das Blanton Museum of Art in Austin. Von 2004 bis 2008 war er zudem Undersecretary for Art an der Smithsonian Institution in Washington, D.C. und in dieser Rolle für die Aufsicht der in dieser Institution gebündelten Kunstmuseen und -sammlungen zuständig. Er ist Professor für Kunstgeschichte an der University of Texas at Austin.

## Leben
Rifkin studierte bildende Kunst als Hauptfach und Philosophy als Nebenfach an der Syracuse University. Seinen Master und Doktorgrad in Kunstgeschichte erwarb er dann an der University of Michigan in Ann Arbor.
Seine Karriere begann 1977 bis 1980 als Assistant Professor am Institut für Kunstgeschichte der University of Texas at Arlington. In der Folge wandte er sich einer musealen Laufbahn zu. Er sammelte kuratorische Erfahrung am New Museum of Contemporary Art in New York City, wo er 1981 zu arbeiten anfing, und der Corcoran Gallery of Art in Washington, D.C., wo er die 40. Corcoran Biennial mit 13 abstrakten Malern aus New York kuratierte. Rifkin arbeitete anschließend von 1986 bis 1991 als Hauptkurator und stellvertretender Direktor am Hirshhorn Museum. Dort realisierte er Ausstellungen zu sowjetischer und der amerikanischen, zeitgenössischen Kunst. 1988 wurde er in das neugegründete Federal Advisory Committee for International Exhibitions berufen, das die amerikanischen Beiträge für internationale Ausstellungen wie die Biennale di Venezia und die Biennale von São Paulo auswählt. Nachdem er Ende Juni 1991 das Hirschhorn verlassen hatte, übernahm er im September 1991 die Leitung des High Museum of Art in Atlanta, dessen Direktor Gudmund Vigtel nach 28 Jahren in dieser Position in Rente gegangen war. In seiner Amtszeit als Direktor des High Museum of Art verdoppelte er die jährliche Besucherzahl auf rund 650.000 und vergrößerte das Endowment von 15 auf 56 Millionen Dollar. Unter seiner Führung veranstaltete das Museum erfolgreiche Ausstellungen wie Rings. Five Passions in the World of Art anlässlich der Olympischen Sommerspiele 1996, eine Schau mit Fotografien aus der Sammlung Elton Johns sowie eine Norman-Rockwell-Retrospektive, die auch eine Station im Solomon R. Guggenheim Museum in New York hatte.
Im Februar 2000 übernahm Rifkin die Position des Direktors der Menil Collection and Foundation, nachdem Paul Winkler, der von der 1997 verstorbenen Mäzenin Dominique de Ménil aufgebaut worden war, diesen Posten abrupt geräumt hatte. Weitere Rücktritte folgten, darunter der des Sohns der Gründerin, François de Ménil, aus dem Kuratorium, sowie die des Chefrestaurators und der langjährigen Registrarin. Auch der Eintritt in den Ruhestand des Kurators Bertrand Davezac wurde mit dem Weggang Winklers und der Ankunft Rifkins in Verbindung gebracht. Als neuer Direktor baute Rifkin das Team des Museums um, stellte unter anderem einen Development Officer und einen neuen Chefkurator ein. Sein Einfluss machte sich damit hinter den Kulissen bemerkbar, während die Sichtbarkeit in der Öffentlichkeit sich eher wenig änderte. Das zwölfköpfige Kuratorium der Menil Collection, von dessen Mitgliedern sechs in New York City ansässig waren, war über die Bewertung der Arbeit Rifkins gespalten. Während unter anderem die Vorsitzende Louisa Stude Sarofim den Weggang von Rifik bedauerten, gab es Kuratoren und Künstler in Houston, die diesen ausdrücklich begrüßten. Laut Peter Marzio, dem Direktor des Museum of Fine Arts, Houston, handelte es sich bei diesen Umwälzungen um die logische Konsequenz der notwendigen Entwicklung des Hauses weg von der persönlichen Führung der Mäzenin hin zu seiner Institutionalisierung, weshalb jeder andere auf dem Posten ähnliche Schwierigkeiten gehabt hätte. Zum 30. November 2001 verließ Rifkin die Menil Collection, um am 2. Februar 2002 die Nachfolge von James Demetrion am Hirschhorn Museum anzutreten. Zu seinem Abschied erwarb er die zu diesem Zeitpunkt ausgestellte Installation der Künstlerin Mineko Grimmer, zum Teil durch Mittel, die er selbst zur Verfügung stellte, zum Teil als Geschenk der Künstlerin.
Während der Gründungsdirektor des Hirshhorn Museum, Abram Lerner, von Joseph Hirschhorn berufen worden war und die Institution etablierte, hatte Demetrion die Privatsammlung in ein öffentliches Kunstmuseum umgewandelt. Daran konnte Rifkin als dritter Direktor des Horschhorn anknüpfen. Zum Amtsantritt sah er seine Aufgabe darin, dass Museum als nationales Museum für moderne und zeitgenössische Kunst zu positionieren. 2004 wurden Rifkin auf die neugeschaffene Position des Undersecretary for Art an der Smithsonian Institution in Washington D.C. befördert, ein Amt, das er bis August 2005 neben seiner Direktorenrolle ausübte. In dieser Rolle verwaltete er ein Budget von 100 Millionen Dollar und war für die Freer Gallery of Art, Arthur M. Sackler Gallery, das National Museum of African Art, das Smithsonian American Art Museum, das Cooper-Hewitt National Design Museum, das Hirshhorn und die National Portrait Gallery wie auch die Archives of American Art, die Renwick Gallery und die Smithsonian Photography Initiative zuständig. Unter anderem betreute Rifkin im Jahr 2006 die Wiedereröffnung des Patent Office Building, in dem das American Art Museum und die National Portray Gallery untergebracht sind, sowie die Eröffnung des Robert and Arlene Kogod Courtyard im selben Gebäude. Rifkin setzten 2005 eine aus Michael Conforti, Direktor des Clark Art Institute, Vishakha Desai, Vorsitzender der Asia Society, Susana Torruella Leval, ehemalige Direktorin des Museo Del Barrio, Glenn Lowry, Direktor des Museum of Modern Art, Michael Shapiro Direktor des High Museum of Art, John Walsh, ehemaliger Direktor des J. Paul Getty Museum, und James Wood, Vorsitzender des J. Paul Getty Trust, bestehende Kommission ein, welche die Kunstmuseen der Smithonian Institution bewerten sollte. Das Urteil der Kommission fiel im März 2007 verheerend aus, da sie feststellte, die Museen und Galerien seien unterfinanziert, hätten unausgeglichene Sammlungen und Führungspersonal und würden ihre Rolle als „nationale Museen“ nur selten erfüllen. Zu den Vorschlägen der Kommission gehörte unter anderem, die von Rifkin gehaltene Position des Undersecretary for Art mit weiteren Kompetenzen auszustatten. Besonders scharf kritisiert wurde auch Elizabeth Broun, die Direktorin des American Art Museums, was unter anderem von der Kulturjournalistin Lee Rosenbaum nicht geteilt wurde. Während Broun auf ihrem Posten verblieb, verließ Rifkin im März 2008 seinen Posten.
Zum 1. Mai 2009 trat Rifkin die Stelle des Direktors des Blanton Museum of Art an der University of Texas at Austin an. Er folgte nach einer landesweiten Suche auf Jessie Otto Hite, die nach 15 Jahren in diesem Amt in Pension gegangen war. Ab dem 1. September desselben Jahres hatte er zudem die Position eines Professors für Kunstgeschichte am Department of Art and Art History des College of Fine Arts inne. Der Präsident der Universität, William Powers Jr. zog Rifkin darüber hinaus als Berater für Bildkünste für den Campus und die Sammlungen der Universität heran. Er sollte das Museum als „arts entrance“ zum Campus der Universität positionieren. Es wurde von ihm erwartet eng mit anderen universitären Einrichtungen wie dem kunsthistorischen Institut, dem Harry Ransom Center, dem Briscoe Center for American History und der Benson Library zusammenzuarbeiten. Mit der Berufung von Rifkin als dessen Direktor wurde das Blanton Museum of Art aus dem College of Fine Arts herausgelöst und administrativ dem Büro des Provosts der Universität zugeordnet, womit der unterschiedlichen Funktion des Museums gegenüber des Lehrbetriebs verstärkt Rechnung getragen werden sollte. Als Grund für seinen Rücktritt zum 31. Mai 2011 nach bloß zwei Jahren gab Rifkin an, dass seine Rolle als Professor seine Leidenschaft für Lehre und Forschung wieder geweckt hätte und er sich in Zukunft darauf fokussieren wollte. Dem Rücktritt gingen wochenlange Spekulationen voraus, die auf interne Spannungen im Museum hindeuteten.

## Publikationen
- Ned Rifkin, Antonioni’s Visual Language, Ann Arbor, MI 1982, ISBN 0-8357-1314-8.
- Ned Rifkin (Hrsg.), 40 Biennial Exposition of Contemporary American Painting, Washington, D.C. 1987, ISBN 978-0-88675-024-4.
- Ned Rifkin (Hrsg.), Sean Scully. Zwanzig Jahre, 1976 - 1995, Frankfurt am Main 1996.
- Ned Rifkin (Hrsg.), Agnes Martin. The Nineties and beyond, Ostfildern-Ruit 2002, ISBN 3-7757-1165-1.